# 神津島空港

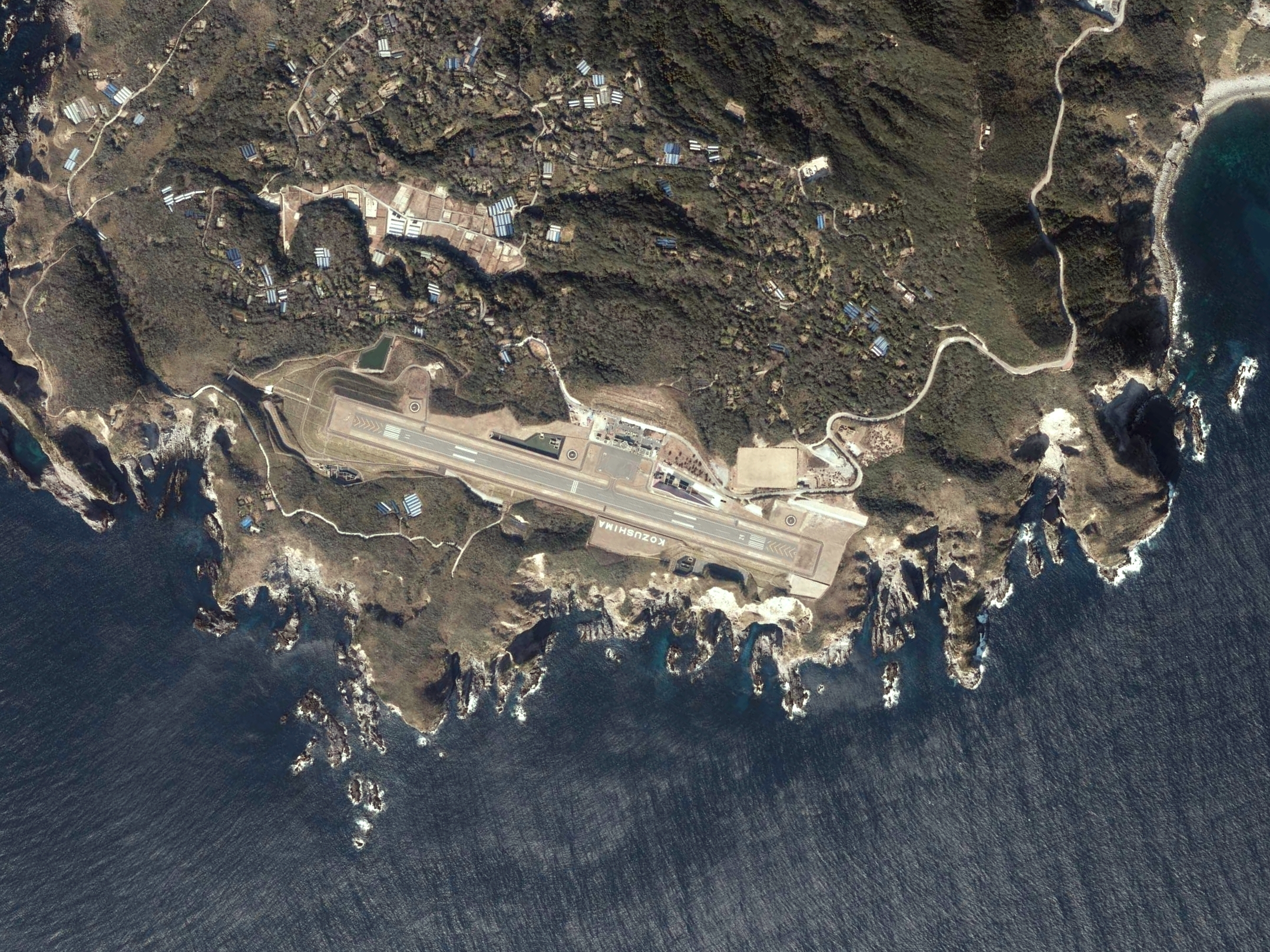
神津島空港の空中写真（2013年）

神津島空港（こうづしまくうこう、Kouzushima Airport）は、東京都神津島村（神津島）に所在する地方管理空港である。

## 概要
東京都港湾局が運営している東京都営空港の一つ。空港法では、地方管理空港（旧空港整備法の分類では第三種空港）に分類される。総工費約60億円。
滑走路の規模は、普通空港として国内最短クラスの800mであり、その規模から中型ジェット機の運用すら難しく、専ら小型のプロペラ機が運用されている。
新中央航空が就航しており、調布飛行場との間を、毎日往復3 - 4往復程度が運航されている。神津島の村民が主に内地へ渡る手段としての利用が多く、その運航距離は約172km、通常運航時間は約40分となっている。
空港施設の展望デッキは無料となっている。空港は切り立った崖の上に建つため、風の影響を受けやすいという特徴がある。同空港完成以降、集落にほど近い場所にあり、急患の移送等に使用された「神津島臨時ヘリポート」は、実質休港状態となった。

## 沿革
- 1970年（昭和45年）9月 - 神津島村において官民合同の「神津島空港設置促進協議会」結成
- 1987年 - 都の直轄事業として工事開始
- 1992年（平成4年）
  - 7月1日 - 開港[1]
  - 7月2日 - 新中央航空が就航[1]
- 2022年10月1日 - 10月1日 - リモート管制が東京国際空港から新千歳空港に移管[2][3]。

## 運航路線
- 新中央航空
  - 神津島空港 - 調布飛行場

運航日によりダイヤが変動するが、概ね1日3～4便が就航している。

## アクセス
- 神津島村営バス
  - 神津島港発着便